# Ditepalanthus afzelii
Ditepalanthus afzelii là một loài thực vật có hoa trong họ Balanophoraceae. Loài này được Fagerl. mô tả khoa học đầu tiên năm 1939.